# Metadasylobus fuscoannulatus
Metadasylobus fuscoannulatus is een hooiwagen uit de familie echte hooiwagens (Phalangiidae).